# 네이버 툴바
네이버 툴바는 네이버에서 개발한 도구 모음이다. 인터넷 익스플로러, 구글 크롬에서 사용 가능했다. 2021년 8월 31일에 종료되어 지금은 서비스 이용이 불가능하다.

## 기능
- 마우스 제스처 : 마우스 우클릭으로 드래그하여 브라우저 기능을 편리하게 이용할 수 있다.
- 사이트 인기도 알림
- 북마크 : 네이버 계정과 연동되는 온라인 즐겨찾기 기능으로, 원하는 사이트를 쉽게 접속할 수 있다.
- 사전
- 화면 캡처
- 네이버 백신 : 네이버 백신을 설치할 경우 연동된다.
- 일한번역 : 일본어로 된 웹페이지를 번역한다.
- 실시간 급상승 검색어
- 오픈캐스트
- 단축주소 : 자주 방문하는 사이트를 등록해 쉽게 이동할 수 있다.

## 같이 보기
- 도구 모음